# Añaterve
Añaterve foi um rei (mencey) guanche que reinou na menceyato de Güímar em Tenerife (Ilhas Canárias).
No menceyado de Güímar, ele tinha uma missão de evangelização no meio do século XV. Añaterve foi o primeiro rei guanche a aderir ao acordo de paz com os espanhóis. Añaterve assinou o acordo de paz com o governador de Gran Canaria, Pedro de Vera em 1490, antes de ser rapidamente ratificado por Alonso Fernández de Lugo, em 1494.
O mencey de Güímar colaborou ativamente com os espanhóis, fornecendo tropas e suprimentos durante a campanha. Após a conquista, em 1496, Añaterve foi levou para a Península Ibérica por por Alonso Fernández de Lugo que os apresentou aos Reis Católicos. Añaterve depois voltou para Tenerife, doe viviam sob domínio espanhol. Sua vida depois é desconhecido.